# Microtriatoma trinidadensis
Microtriatoma trinidadensis es una especie de la familia de las chinches asesinas (Reduviidae) que pertenece a la subfamilia Triatominae.
Esta especie se la ha hallado en el estado de Pará en Brasil; así como los departamentos de Beni, Cochabamba, La Paz y Santa Cruz de Bolivia; en el departamento de Meta en Colombia; en Cuzco y el valle del río Monzón en Perú; en la isla Trinidad y los estados de Sucre y Dealta Amacuro en Venezuela.